# Saison 2008 de la WTA
Vainqueurs des tournois majeurs
Résultats des tournois de tennis organisés par la Women's Tennis Association (WTA) en 2008.

## Organisation de la saison
Indépendamment des 4 tournois du Grand Chelem (organisés par l'ITF), la saison 2008 de la WTA se compose des tournois suivants :
- les tournois Tier I (9),
- les tournois Tier II (14),
- les tournois Tier III, Tier IV (30)
- le tournoi des Jeux Olympiques de Pékin
- Les Masters de fin de saison

La saison 2008 compte donc 59 tournois.
À ce calendrier s'ajoute aussi l'épreuve par équipes nationales : la Fed Cup.

## La saison 2008 en résumé
La saison a été caractérisée par ses fréquents changements pour le classement de n°1 mondiale avec Justine Henin, Maria Sharapova, Ana Ivanovic, Jelena Janković et Serena Williams occupant toutes la position à un moment donné de la saison. Finalement, Jelena Janković termine la saison en n°1 mondiale bien qu'elle n'ait pas remporté de tournoi du Grand Chelem. Elle atteint cependant la finale de l'US Open et remporte quatre tournois tout au long de la saison.
Quatre joueuses différentes ont remporté les titres du Grand Chelem. Maria Sharapova, tout d'abord, qui remporte son troisième titre majeur à l'Open d'Australie, Ana Ivanovic qui remporte son premier titre majeur à Roland-Garros, Venus Williams qui remporte son septième titre du Grand Chelem à Wimbledon et Serena Williams qui empoche son neuvième titre du Grand Chelem à l'US Open. 
Dinara Safina remporte, tout comme Jelena Janković et Serena Williams quatre épreuves au cours de la saison dont trois Tier I; elle atteint également sa première finale du Grand Chelem à Roland-Garros.
L'épreuve des Jeux Olympiques de Pékin est remportée en simple par Elena Dementieva face à sa compatriote Dinara Safina.
Un des moments importants de l'année est l'annonce de la retraite de Justine Henin le 14 mai, moins de deux semaines avant de défendre son titre à Roland-Garros. 
Elle est la première joueuse à prendre sa retraite alors qu'elle était classée n°1 mondiale. Henin est revenue plus tard pour la saison 2010.
En double, l'année est dominée par la paire Cara Black / Liezel Huber qui remporte 10 titres dont l'US Open et le Masters de tennis féminin.

## Palmarès

### Simple
| No | Date       | Nom et lieu du tournoi                        | Catégorie     | Dotation     | Surface         | Vainqueure          | Finaliste            | Score           |         |
| -- | ---------- | --------------------------------------------- | ------------- | ------------ | --------------- | ------------------- | -------------------- | --------------- | ------- |
| 1  | 31/12/2007 | ASB Classic, Auckland                         | Tier IV       | 145 000 $    | Dur (ext.)      | Lindsay Davenport   | Aravane Rezaï        | 6-2, 6-2        | Tableau |
| 2  | 31/12/2007 | Mondial Australian Women's HC, Gold Coast     | Tier III      | 175 000 $    | Dur (ext.)      | Li Na               | Victoria Azarenka    | 4-6, 6-3, 6-4   | Tableau |
| 3  | 06/01/2008 | Moorilla International, Hobart                | Tier IV       | 170 000 $    | Dur (ext.)      | Eléni Daniilídou    | Vera Zvonareva       | Forfait         | Tableau |
| 4  | 07/01/2008 | Medibank International, Sydney                | Tier II       | 600 000 $    | Dur (ext.)      | Justine Henin       | Svetlana Kuznetsova  | 4-6, 6-2, 6-4   | Tableau |
| 5  | 14/01/2008 | Australian Open, Melbourne                    | G. Chelem     | 8 000 000 $  | Dur (ext.)      | Maria Sharapova     | Ana Ivanović         | 7-5, 6-3        | Tableau |
| 6  | 04/02/2008 | Women's Open, Pattaya                         | Tier IV       | 170 000 $    | Dur (ext.)      | Agnieszka Radwańska | Jill Craybas         | 6-2, 1-6, 7-64  | Tableau |
| 7  | 04/02/2008 | Open Gaz de France, Paris                     | Tier II       | 600 000 $    | Dur (int.)      | Anna Chakvetadze    | Ágnes Szávay         | 6-3, 2-6, 6-2   | Tableau |
| 8  | 11/02/2008 | Coupe Cachantún, Viña del Mar                 | Tier III      | 200 000 $    | Terre (ext.)    | Flavia Pennetta     | Klára Zakopalová     | 6-4, 5-4, ab.   | Tableau |
| 9  | 11/02/2008 | Proximus Diamond Games, Anvers                | Tier II       | 600 000 $    | Dur (int.)      | Justine Henin       | Karin Knapp          | 6-3, 6-3        | Tableau |
| 10 | 18/02/2008 | Copa Colsanitas Santander, Bogota             | Tier III      | 185 000 $    | Terre (ext.)    | Nuria Llagostera    | María Emilia Salerni | 6-0, 6-4        | Tableau |
| 11 | 18/02/2008 | Qatar Total Open, Doha                        | Tier I        | 2 500 000 $  | Dur (ext.)      | Maria Sharapova     | Vera Zvonareva       | 6-1, 2-6, 6-0   | Tableau |
| 12 | 25/02/2008 | M. Keegan & Cellular South Cup, Memphis       | Tier III      | 175 000 $    | Dur (int.)      | Lindsay Davenport   | Olga Govortsova      | 6-2, 6-1        | Tableau |
| 13 | 25/02/2008 | Abierto Mexicano Telcel HSBC, Acapulco        | Tier III      | 180 000 $    | Terre (ext.)    | Flavia Pennetta     | Alizé Cornet         | 6-0, 4-6, 6-1   | Tableau |
| 14 | 25/02/2008 | Barclays Tennis Championships, Dubaï          | Tier II       | 1 500 000 $  | Dur (ext.)      | Elena Dementieva    | Svetlana Kuznetsova  | 4-6, 6-3, 6-2   | Tableau |
| 15 | 03/03/2008 | Canara Bank Open, Bangalore                   | Tier II       | 600 000 $    | Dur (ext.)      | Serena Williams     | Patty Schnyder       | 7-5, 6-3        | Tableau |
| 16 | 10/03/2008 | Pacific Life Open, Indian Wells               | Tier I        | 2 100 000 $  | Dur (ext.)      | Ana Ivanović        | Svetlana Kuznetsova  | 6-4, 6-3        | Tableau |
| 17 | 24/03/2008 | Sony Ericsson Open, Miami                     | Tier I        | 3 770 000 $  | Dur (ext.)      | Serena Williams     | Jelena Janković      | 6-1, 5-7, 6-3   | Tableau |
| 18 | 07/04/2008 | Bausch & Lomb Championships, Amelia Island    | Tier II       | 600 000 $    | Terre (ext.)    | Maria Sharapova     | Dominika Cibulková   | 7-67, 6-3       | Tableau |
| 19 | 14/04/2008 | Estoril Open, Estoril                         | Tier IV       | 145 000 $    | Terre (ext.)    | Maria Kirilenko     | Iveta Benešová       | 6-4, 6-2        | Tableau |
| 20 | 14/04/2008 | Family Circle Cup, Charleston                 | Tier I        | 1 340 000 $  | Terre (ext.)    | Serena Williams     | Vera Zvonareva       | 6-4, 3-6, 6-3   | Tableau |
| 21 | 28/04/2008 | ECM Open, Prague                              | Tier IV       | 145 000 $    | Terre (ext.)    | Vera Zvonareva      | Victoria Azarenka    | 7-62, 6-2       | Tableau |
| 22 | 28/04/2008 | GP Princesse Lalla Meryem, Fès                | Tier IV       | 145 000 $    | Terre (ext.)    | Gisela Dulko        | Anabel Medina        | 7-62, 7-65      | Tableau |
| 23 | 05/05/2008 | Qatar Telecom German Open, Berlin             | Tier I        | 1 340 000 $  | Terre (ext.)    | Dinara Safina       | Elena Dementieva     | 3-6, 6-2, 6-2   | Tableau |
| 24 | 12/05/2008 | Internazionali BNL d'Italia, Rome             | Tier I        | 1 340 000 $  | Terre (ext.)    | Jelena Janković     | Alizé Cornet         | 6-2, 6-2        | Tableau |
| 25 | 19/05/2008 | Internationaux de Strasbourg, Strasbourg      | Tier III      | 175 000 $    | Terre (ext.)    | Anabel Medina       | Katarina Srebotnik   | 4-6, 7-64, 6-0  | Tableau |
| 26 | 19/05/2008 | Istanbul Cup, Istanbul                        | Tier III      | 200 000 $    | Terre (ext.)    | Agnieszka Radwańska | Elena Dementieva     | 6-3, 6-2        | Tableau |
| 27 | 25/05/2008 | Roland-Garros, Paris                          | G. Chelem     | 9 711 335 $  | Terre (ext.)    | Ana Ivanović        | Dinara Safina        | 6-4, 6-3        | Tableau |
| 28 | 09/06/2008 | Torneo Barcelona KIA, Barcelone               | Tier IV       | 145 000 $    | Terre (ext.)    | Maria Kirilenko     | María José Martínez  | 6-0, 6-2        | Tableau |
| 29 | 09/06/2008 | DFS Classic, Birmingham                       | Tier III      | 200 000 $    | Gazon (ext.)    | Kateryna Bondarenko | Yanina Wickmayer     | 7-67, 3-6, 7-64 | Tableau |
| 30 | 15/06/2008 | Ordina Open, Bois-le-Duc                      | Tier III      | 175 000 $    | Gazon (ext.)    | Tamarine Tanasugarn | Dinara Safina        | 7-5, 6-3        | Tableau |
| 31 | 16/06/2008 | International Women's Open, Eastbourne        | Tier II       | 600 000 $    | Gazon (ext.)    | Agnieszka Radwańska | Nadia Petrova        | 6-4, 6-711, 6-4 | Tableau |
| 32 | 23/06/2008 | The Championships, Wimbledon                  | G. Chelem     | 10 524 070 $ | Gazon (ext.)    | Venus Williams      | Serena Williams      | 7-5, 6-4        | Tableau |
| 33 | 07/07/2008 | Internazionali Femminili, Palerme             | Tier IV       | 145 000 $    | Terre (ext.)    | Sara Errani         | Mariya Koryttseva    | 6-2, 6-3        | Tableau |
| 34 | 07/07/2008 | Grand Prix, Budapest                          | Tier III      | 175 000 $    | Terre (ext.)    | Alizé Cornet        | Andreja Klepač       | 7-65, 6-3       | Tableau |
| 35 | 14/07/2008 | Gastein Ladies, Bad Gastein                   | Tier III      | 175 000 $    | Terre (ext.)    | Pauline Parmentier  | Lucie Hradecká       | 6-4, 6-4        | Tableau |
| 36 | 14/07/2008 | Bank of the West Classic, Stanford            | Tier II       | 600 000 $    | Dur (ext.)      | Aleksandra Wozniak  | Marion Bartoli       | 7-5, 6-3        | Tableau |
| 37 | 21/07/2008 | Banka Koper Slovenia Open, Portorož           | Tier IV       | 145 000 $    | Dur (ext.)      | Sara Errani         | Anabel Medina        | 6-3, 6-3        | Tableau |
| 38 | 21/07/2008 | East West Bank Classic Herbalife, Los Angeles | Tier II       | 600 000 $    | Dur (ext.)      | Dinara Safina       | Flavia Pennetta      | 6-4, 6-2        | Tableau |
| 39 | 28/07/2008 | Nordea Nordic Light Open, Stockholm           | Tier IV       | 145 000 $    | Dur (ext.)      | Caroline Wozniacki  | Vera Dushevina       | 6-0, 6-2        | Tableau |
| 40 | 28/07/2008 | Coupe Rogers American Express, Montréal       | Tier I        | 1 340 000 $  | Dur (ext.)      | Dinara Safina       | Dominika Cibulková   | 6-2, 6-1        | Tableau |
| 41 | 11/08/2008 | Western & Southern Open, Cincinnati           | Tier III      | 175 000 $    | Dur (ext.)      | Nadia Petrova       | Nathalie Dechy       | 6-2, 6-1        | Tableau |
| 42 | 11/08/2008 | Olympic Games, Pékin                          | J. olympiques | NC           | Dur (ext.)      | Elena Dementieva    | Dinara Safina        | 3-6, 7-5, 6-3   | Tableau |
| 43 | 17/08/2008 | Pilot Pen Tennis by Schick, New Haven         | Tier II       | 600 000 $    | Dur (ext.)      | Caroline Wozniacki  | Anna Chakvetadze     | 3-6, 6-4, 6-1   | Tableau |
| 44 | 19/08/2008 | Women’s Tennis Classic, Forest Hills          | Tier IV       | 74 800 $     | Dur (ext.)      | Lucie Šafářová      | Peng Shuai           | 6-4, 6-2        | Tableau |
| 45 | 25/08/2008 | US Open, Flushing Meadows                     | G. Chelem     | 9 350 000 $  | Dur (ext.)      | Serena Williams     | Jelena Janković      | 6-4, 7-5        | Tableau |
| 46 | 08/09/2008 | C. Bank Tennis Classic, Bali                  | Tier III      | 225 000 $    | Dur (ext.)      | Patty Schnyder      | Tamira Paszek        | 6-3, 6-0        | Tableau |
| 47 | 15/09/2008 | International Women’s Open, Guangzhou         | Tier III      | 175 000 $    | Dur (ext.)      | Vera Zvonareva      | Peng Shuai           | 6-74, 6-0, 6-2  | Tableau |
| 48 | 15/09/2008 | Toray Pan Pacific Open, Tokyo                 | Tier I        | 1 340 000 $  | Dur (ext.)      | Dinara Safina       | Svetlana Kuznetsova  | 6-1, 6-3        | Tableau |
| 49 | 22/09/2008 | Hansol Korea Tennis Championships, Séoul      | Tier IV       | 145 000 $    | Dur (ext.)      | Maria Kirilenko     | Samantha Stosur      | 2-6, 6-1, 6-4   | Tableau |
| 50 | 22/09/2008 | China Open, Pékin                             | Tier II       | 600 000 $    | Dur (ext.)      | Jelena Janković     | Svetlana Kuznetsova  | 6-3, 6-2        | Tableau |
| 51 | 29/09/2008 | Tashkent Open, Tachkent                       | Tier IV       | 145 000 $    | Dur (ext.)      | Sorana Cîrstea      | Sabine Lisicki       | 2-6, 6-4, 7-64  | Tableau |
| 52 | 29/09/2008 | AIG Japan Open, Tokyo                         | Tier III      | 175 000 $    | Dur (ext.)      | Caroline Wozniacki  | Kaia Kanepi          | 6-2, 3-6, 6-1   | Tableau |
| 53 | 29/09/2008 | Porsche Tennis Grand Prix, Stuttgart          | Tier II       | 650 000 $    | Dur (int.)      | Jelena Janković     | Nadia Petrova        | 6-4, 6-3        | Tableau |
| 54 | 06/10/2008 | Kremlin Cup, Moscou                           | Tier I        | 1 340 000 $  | Dur (int.)      | Jelena Janković     | Vera Zvonareva       | 6-2, 6-4        | Tableau |
| 55 | 13/10/2008 | Tennis.com Open, Zurich                       | Tier II       | 600 000 $    | Dur (int.)      | Venus Williams      | Flavia Pennetta      | 7-61, 6-2       | Tableau |
| 56 | 20/10/2008 | FORTIS Championships, Luxembourg              | Tier III      | 225 000 $    | Dur (int.)      | Elena Dementieva    | Caroline Wozniacki   | 2-6, 6-4, 7-64  | Tableau |
| 57 | 20/10/2008 | Generali Ladies, Linz                         | Tier II       | 600 000 $    | Dur (int.)      | Ana Ivanović        | Vera Zvonareva       | 6-2, 6-1        | Tableau |
| 58 | 27/10/2008 | Challenge Bell, Québec                        | Tier III      | 175 000 $    | Moquette (int.) | Nadia Petrova       | Bethanie Mattek      | 4-6, 6-4, 6-1   | Tableau |
| 59 | 04/11/2008 | Sony Ericsson Championships, Doha             | Masters       | 4 450 000 $  | Dur (ext.)      | Venus Williams      | Vera Zvonareva       | 6-75, 6-0, 6-2  | Tableau |

### Double
| No | Date       | Nom et lieu du tournoi                       | Catégorie     | Dotation     | Surface         | Vainqueures                          | Finalistes                           | Score              |         |
| -- | ---------- | -------------------------------------------- | ------------- | ------------ | --------------- | ------------------------------------ | ------------------------------------ | ------------------ | ------- |
| 1  | 31/12/2007 | ASB Classic Auckland                         | Tier IV       | 145 000 $    | Dur (ext.)      | Mariya Koryttseva Lilia Osterloh     | Martina Müller Barbora Z. Strýcová   | 6-3, 6-4           | Tableau |
| 2  | 31/12/2007 | Mondial Australian Women's HC Gold Coast     | Tier III      | 175 000 $    | Dur (ext.)      | Dinara Safina Ágnes Szávay           | Yan Zi Zheng Jie                     | 6-1, 6-2           | Tableau |
| 3  | 06/01/2008 | Moorilla International Hobart                | Tier IV       | 170 000 $    | Dur (ext.)      | Anabel Medina Virginia Ruano         | Eléni Daniilídou Jasmin Wöhr         | 6-2, 6-4           | Tableau |
| 4  | 07/01/2008 | Medibank International Sydney                | Tier II       | 600 000 $    | Dur (ext.)      | Yan Zi Zheng Jie                     | Tatiana Perebiynis Tatiana Poutchek  | 6-4, 7-65          | Tableau |
| 5  | 14/01/2008 | Australian Open Melbourne                    | G. Chelem     | 8 000 000 $  | Dur (ext.)      | Alona Bondarenko Kateryna Bondarenko | Victoria Azarenka Shahar Peer        | 2-6, 6-1, 6-4      | Tableau |
| 6  | 04/02/2008 | Women's Open Pattaya                         | Tier IV       | 170 000 $    | Dur (ext.)      | Chan Yung-Jan Chuang Chia-Jung       | Hsieh Su-Wei Vania King              | 6-4, 6-3           | Tableau |
| 7  | 04/02/2008 | Open Gaz de France Paris                     | Tier II       | 600 000 $    | Dur (int.)      | Alona Bondarenko Kateryna Bondarenko | Eva Hrdinová Vladimíra Uhlířová      | 6-1, 6-4           | Tableau |
| 8  | 11/02/2008 | Coupe Cachantún Viña del Mar                 | Tier III      | 200 000 $    | Terre (ext.)    | Līga Dekmeijere Alicja Rosolska      | Mariya Koryttseva Julia Schruff      | 7-5, 6-3           | Tableau |
| 9  | 11/02/2008 | Proximus Diamond Games Anvers                | Tier II       | 600 000 $    | Dur (int.)      | Cara Black Liezel Huber              | Květa Peschke Ai Sugiyama            | 6-1, 6-3           | Tableau |
| 10 | 18/02/2008 | Copa Colsanitas Santander Bogota             | Tier III      | 185 000 $    | Terre (ext.)    | Iveta Benešová Bethanie Mattek       | Jelena Kostanić Martina Müller       | 6-3, 6-3           | Tableau |
| 11 | 18/02/2008 | Qatar Total Open Doha                        | Tier I        | 2 500 000 $  | Dur (ext.)      | Květa Peschke Rennae Stubbs          | Cara Black Liezel Huber              | 6-1, 5-7, [10-7]   | Tableau |
| 12 | 25/02/2008 | M. Keegan & Cellular South Cup Memphis       | Tier III      | 175 000 $    | Dur (int.)      | Lindsay Davenport Lisa Raymond       | Angela Haynes Mashona Washington     | 6-3, 6-1           | Tableau |
| 13 | 25/02/2008 | Abierto Mexicano Telcel HSBC Acapulco        | Tier III      | 180 000 $    | Terre (ext.)    | Nuria Llagostera María José Martínez | Iveta Benešová Petra Cetkovská       | 6-2, 6-4           | Tableau |
| 14 | 25/02/2008 | Barclays Tennis Championships Dubaï          | Tier II       | 1 500 000 $  | Dur (ext.)      | Cara Black Liezel Huber              | Yan Zi Zheng Jie                     | 7-5, 6-2           | Tableau |
| 15 | 03/03/2008 | Canara Bank Open Bangalore                   | Tier II       | 600 000 $    | Dur (ext.)      | Peng Shuai Sun Tiantian              | Chan Yung-Jan Chuang Chia-Jung       | 6-4, 5-7, [10-8]   | Tableau |
| 16 | 10/03/2008 | Pacific Life Open Indian Wells               | Tier I        | 2 100 000 $  | Dur (ext.)      | Dinara Safina Elena Vesnina          | Yan Zi Zheng Jie                     | 6-1, 1-6, [10-8]   | Tableau |
| 17 | 24/03/2008 | Sony Ericsson Open Miami                     | Tier I        | 3 770 000 $  | Dur (ext.)      | Katarina Srebotnik Ai Sugiyama       | Cara Black Liezel Huber              | 7-5, 4-6, [10-3]   | Tableau |
| 18 | 07/04/2008 | Bausch & Lomb Championships Amelia Island    | Tier II       | 600 000 $    | Terre (ext.)    | Bethanie Mattek Vladimíra Uhlířová   | Victoria Azarenka Elena Vesnina      | 6-3, 6-1           | Tableau |
| 19 | 14/04/2008 | Estoril Open Estoril                         | Tier IV       | 145 000 $    | Terre (ext.)    | Maria Kirilenko Flavia Pennetta      | Mervana Jugić-Salkić İpek Şenoğlu    | 6-4, 6-4           | Tableau |
| 20 | 14/04/2008 | Family Circle Cup Charleston                 | Tier I        | 1 340 000 $  | Terre (ext.)    | Katarina Srebotnik Ai Sugiyama       | Edina Gallovits Olga Govortsova      | 6-2, 6-2           | Tableau |
| 21 | 28/04/2008 | ECM Open Prague                              | Tier IV       | 145 000 $    | Terre (ext.)    | Andrea Hlaváčková Lucie Hradecká     | Jill Craybas Michaëlla Krajicek      | 1-6, 6-3, [10-6]   | Tableau |
| 22 | 28/04/2008 | GP Princesse Lalla Meryem Fès                | Tier IV       | 145 000 $    | Terre (ext.)    | Sorana Cîrstea A. Pavlyuchenkova     | Alisa Kleybanova Ekaterina Makarova  | 6-2, 6-2           | Tableau |
| 23 | 05/05/2008 | Qatar Telecom German Open Berlin             | Tier I        | 1 340 000 $  | Terre (ext.)    | Cara Black Liezel Huber              | Nuria Llagostera María José Martínez | 3-6, 6-2, [10-2]   | Tableau |
| 24 | 12/05/2008 | Internazionali BNL d'Italia Rome             | Tier I        | 1 340 000 $  | Terre (ext.)    | Chan Yung-Jan Chuang Chia-Jung       | Iveta Benešová Janette Husárová      | 7-65, 6-3          | Tableau |
| 25 | 19/05/2008 | Internationaux de Strasbourg Strasbourg      | Tier III      | 175 000 $    | Terre (ext.)    | Tatiana Perebiynis Yan Zi            | Chan Yung-Jan Chuang Chia-Jung       | 6-4, 6-73, [10-6]  | Tableau |
| 26 | 19/05/2008 | Istanbul Cup Istanbul                        | Tier III      | 200 000 $    | Terre (ext.)    | Jill Craybas Olga Govortsova         | Marina Erakovic Polona Hercog        | 6-1, 6-2           | Tableau |
| 27 | 25/05/2008 | Roland-Garros Paris                          | G. Chelem     | 9 711 335 $  | Terre (ext.)    | Anabel Medina Virginia Ruano         | Casey Dellacqua Francesca Schiavone  | 2-6, 7-5, 6-4      | Tableau |
| 28 | 09/06/2008 | Torneo Barcelona KIA Barcelone               | Tier IV       | 145 000 $    | Terre (ext.)    | Lourdes Domínguez Arantxa Parra      | Nuria Llagostera María José Martínez | 4-6, 7-5, [10-4]   | Tableau |
| 29 | 09/06/2008 | DFS Classic Birmingham                       | Tier III      | 200 000 $    | Gazon (ext.)    | Cara Black Liezel Huber              | Séverine Beltrame Virginia Ruano     | 6-2, 6-1           | Tableau |
| 30 | 15/06/2008 | Ordina Open Bois-le-Duc                      | Tier III      | 175 000 $    | Gazon (ext.)    | Marina Erakovic Michaëlla Krajicek   | Līga Dekmeijere Angelique Kerber     | 6-3, 6-2           | Tableau |
| 31 | 16/06/2008 | International Women's Open Eastbourne        | Tier II       | 600 000 $    | Gazon (ext.)    | Cara Black Liezel Huber              | Květa Peschke Rennae Stubbs          | 2-6, 6-0, [10-8]   | Tableau |
| 32 | 23/06/2008 | The Championships Wimbledon                  | G. Chelem     | 10 524 070 $ | Gazon (ext.)    | Serena Williams Venus Williams       | Lisa Raymond Samantha Stosur         | 6-2, 6-2           | Tableau |
| 33 | 07/07/2008 | Internazionali Femminili Palerme             | Tier IV       | 145 000 $    | Terre (ext.)    | Sara Errani Nuria Llagostera         | Alla Kudryavtseva A. Pavlyuchenkova  | 2-6, 7-61, [10-4]  | Tableau |
| 34 | 07/07/2008 | Grand Prix Budapest                          | Tier III      | 175 000 $    | Terre (ext.)    | Alizé Cornet Janette Husárová        | Vanessa Henke Raluca Olaru           | 6-75, 6-1, [10-6]  | Tableau |
| 35 | 14/07/2008 | Gastein Ladies Bad Gastein                   | Tier III      | 175 000 $    | Terre (ext.)    | Andrea Hlaváčková Lucie Hradecká     | Sesil Karatantcheva Nataša Zorić     | 6-3, 6-3           | Tableau |
| 36 | 14/07/2008 | Bank of the West Classic Stanford            | Tier II       | 600 000 $    | Dur (ext.)      | Cara Black Liezel Huber              | Elena Vesnina Vera Zvonareva         | 6-4, 6-3           | Tableau |
| 37 | 21/07/2008 | Banka Koper Slovenia Open Portorož           | Tier IV       | 145 000 $    | Dur (ext.)      | Anabel Medina Virginia Ruano         | Vera Dushevina Ekaterina Makarova    | 6-4, 6-1           | Tableau |
| 38 | 21/07/2008 | East West Bank Classic Herbalife Los Angeles | Tier II       | 600 000 $    | Dur (ext.)      | Chan Yung-Jan Chuang Chia-Jung       | Eva Hrdinová Vladimíra Uhlířová      | 2-6, 7-5, [10-4]   | Tableau |
| 39 | 28/07/2008 | Nordea Nordic Light Open Stockholm           | Tier IV       | 145 000 $    | Dur (ext.)      | Iveta Benešová Barbora Z. Strýcová   | Petra Cetkovská Lucie Šafářová       | 7-5, 6-4           | Tableau |
| 40 | 28/07/2008 | Coupe Rogers American Express Montréal       | Tier I        | 1 340 000 $  | Dur (ext.)      | Cara Black Liezel Huber              | Maria Kirilenko Flavia Pennetta      | 6-1, 6-1           | Tableau |
| 41 | 11/08/2008 | Western & Southern Open Cincinnati           | Tier III      | 175 000 $    | Dur (ext.)      | Maria Kirilenko Nadia Petrova        | Hsieh Su-Wei Yaroslava Shvedova      | 6-3, 4-6, [10-8]   | Tableau |
| 42 | 11/08/2008 | Olympic Games Pékin                          | J. olympiques | NC           | Dur (ext.)      | Serena Williams · Venus Williams     | Anabel Medina · Virginia Ruano       | 6-2, 6-0           | Tableau |
| 43 | 17/08/2008 | Pilot Pen Tennis by Schick New Haven         | Tier II       | 600 000 $    | Dur (ext.)      | Květa Peschke Lisa Raymond           | Sorana Cîrstea Monica Niculescu      | 4-6, 7-5, [10-7]   | Tableau |
| 44 | 25/08/2008 | US Open Flushing Meadows                     | G. Chelem     | 9 350 000 $  | Dur (ext.)      | Cara Black Liezel Huber              | Lisa Raymond Samantha Stosur         | 6-3, 7-66          | Tableau |
| 45 | 08/09/2008 | C. Bank Tennis Classic Bali                  | Tier III      | 225 000 $    | Dur (ext.)      | Hsieh Su-Wei Peng Shuai              | Marta Domachowska Nadia Petrova      | 6-74, 7-63, [10-7] | Tableau |
| 46 | 15/09/2008 | International Women’s Open Guangzhou         | Tier III      | 175 000 $    | Dur (ext.)      | Mariya Koryttseva Tatiana Poutchek   | Sun Tiantian Yan Zi                  | 6-3, 4-6, [10-8]   | Tableau |
| 47 | 15/09/2008 | Toray Pan Pacific Open Tokyo                 | Tier I        | 1 340 000 $  | Dur (ext.)      | Vania King Nadia Petrova             | Lisa Raymond Samantha Stosur         | 6-1, 6-4           | Tableau |
| 48 | 22/09/2008 | Hansol Korea Tennis Championships Séoul      | Tier IV       | 145 000 $    | Dur (ext.)      | Chuang Chia-Jung Hsieh Su-Wei        | Vera Dushevina Maria Kirilenko       | 6-3, 6-0           | Tableau |
| 49 | 22/09/2008 | China Open Pékin                             | Tier II       | 600 000 $    | Dur (ext.)      | Anabel Medina Caroline Wozniacki     | Han Xinyun Xu Yifan                  | 6-1, 6-3           | Tableau |
| 50 | 29/09/2008 | Tashkent Open Tachkent                       | Tier IV       | 145 000 $    | Dur (ext.)      | Raluca Olaru Olga Savchuk            | Nina Bratchikova Kathrin Wörle       | 5-7, 7-5, [10-7]   | Tableau |
| 51 | 29/09/2008 | AIG Japan Open Tokyo                         | Tier III      | 175 000 $    | Dur (ext.)      | Jill Craybas Marina Erakovic         | Ayumi Morita Aiko Nakamura           | 4-6, 7-5, [10-6]   | Tableau |
| 52 | 29/09/2008 | Porsche Tennis Grand Prix Stuttgart          | Tier II       | 650 000 $    | Dur (int.)      | Anna-Lena Grönefeld Patty Schnyder   | Květa Peschke Rennae Stubbs          | 6-2, 6-4           | Tableau |
| 53 | 06/10/2008 | Kremlin Cup Moscou                           | Tier I        | 1 340 000 $  | Dur (int.)      | Nadia Petrova Katarina Srebotnik     | Cara Black Liezel Huber              | 6-4, 6-4           | Tableau |
| 54 | 13/10/2008 | Tennis.com Open Zurich                       | Tier II       | 600 000 $    | Dur (int.)      | Cara Black Liezel Huber              | Anna-Lena Grönefeld Patty Schnyder   | 6-1, 7-63          | Tableau |
| 55 | 20/10/2008 | FORTIS Championships Luxembourg              | Tier III      | 225 000 $    | Dur (int.)      | Sorana Cîrstea Marina Erakovic       | Vera Dushevina Mariya Koryttseva     | 2-6, 6-3, [10-8]   | Tableau |
| 56 | 20/10/2008 | Generali Ladies Linz                         | Tier II       | 600 000 $    | Dur (int.)      | Katarina Srebotnik Ai Sugiyama       | Cara Black Liezel Huber              | 6-4, 7-5           | Tableau |
| 57 | 27/10/2008 | Challenge Bell Québec                        | Tier III      | 175 000 $    | Moquette (int.) | Anna-Lena Grönefeld Vania King       | Jill Craybas Tamarine Tanasugarn     | 7-63, 6-4          | Tableau |
| 58 | 04/11/2008 | Sony Ericsson Championships Doha             | Masters       | 4 450 000 $  | Dur (ext.)      | Cara Black Liezel Huber              | Květa Peschke Rennae Stubbs          | 6-1, 7-5           | Tableau |

### Double mixte
| No | Date       | Nom et lieu du tournoi      | Catégorie | Dotation     | Surface      | Vainqueures                 | Finalistes                        | Score        |         |
| -- | ---------- | --------------------------- | --------- | ------------ | ------------ | --------------------------- | --------------------------------- | ------------ | ------- |
| 1  | 29/12/2007 | Hyundai Hopman Cup XX Perth | ITF       | 1 000 000 $  | Dur (int.)   | Serena Williams Mardy Fish  | Jelena Janković Novak Djokovic    | 2 matchs à 1 | Tableau |
| 2  | 14/01/2008 | Australian Open Melbourne   | G. Chelem | 8 000 000 $  | Dur (ext.)   | Sun Tiantian Nenad Zimonjić | Sania Mirza Mahesh Bhupathi       | 7-64, 6-4    | Tableau |
| 3  | 25/05/2008 | Roland-Garros Paris         | G. Chelem | 9 711 335 $  | Terre (ext.) | Victoria Azarenka Bob Bryan | Katarina Srebotnik Nenad Zimonjić | 6-2, 7-64    | Tableau |
| 4  | 23/06/2008 | The Championships Wimbledon | G. Chelem | 10 524 070 $ | Gazon (ext.) | Samantha Stosur Bob Bryan   | Katarina Srebotnik Mike Bryan     | 7-5, 6-4     | Tableau |
| 5  | 25/08/2008 | US Open Flushing Meadows    | G. Chelem | 9 350 000 $  | Dur (ext.)   | Cara Black Leander Paes     | Liezel Huber Jamie Murray         | 7-66, 6-4    | Tableau |

### Podiums aux Jeux olympiques de Pékin
| Épreuve      | Or                             | Argent                                         | Bronze           | 4e place                             |
| Simple dames | Elena Dementieva               | Dinara Safina                                  | Vera Zvonareva   | Li Na                                |
| Double dames | Serena Williams Venus Williams | Anabel Medina Garrigues Virginia Ruano Pascual | Yan Zi Zheng Jie | Alona Bondarenko Kateryna Bondarenko |

## Classements de fin de saison
| Rang | Joueuse             |
| ---- | ------------------- |
| 1    | Jelena Janković     |
| 2    | Serena Williams     |
| 3    | Dinara Safina       |
| 4    | Elena Dementieva    |
| 5    | Ana Ivanović        |
| 6    | Venus Williams      |
| 7    | Vera Zvonareva      |
| 8    | Svetlana Kuznetsova |
| 9    | Maria Sharapova     |
| 10   | Agnieszka Radwańska |
| 11   | Nadia Petrova       |
| 12   | Caroline Wozniacki  |
| 13   | Flavia Pennetta     |
| 14   | Patty Schnyder      |
| 15   | Victoria Azarenka   |
| 16   | Alizé Cornet        |
| 17   | Marion Bartoli      |
| 18   | Anna Chakvetadze    |
| 19   | Dominika Cibulková  |
| 20   | Katarina Srebotnik  |

| Rang | Joueuse             |
| ---- | ------------------- |
| 1    | Cara Black          |
| 1    | Liezel Huber        |
| 3    | Anabel Medina       |
| 4    | Katarina Srebotnik  |
| 5    | Virginia Ruano      |
| 6    | Ai Sugiyama         |
| 7    | Květa Peschke       |
| 8    | Lisa Raymond        |
| 9    | Rennae Stubbs       |
| 10   | Kateryna Bondarenko |
| 11   | Alona Bondarenko    |
| 12   | Victoria Azarenka   |
| 13   | Yan Zi              |
| 14   | Samantha Stosur     |
| 15   | Zheng Jie           |
| 16   | Chuang Chia-Jung    |
| 17   | Chan Yung-Jan       |
| 18   | Elena Vesnina       |
| 19   | Shahar Peer         |
| 20   | Nadia Petrova       |

| Rang | Paire               |
| ---- | ------------------- |
| 1    | Cara Black          |
| 1    | Liezel Huber        |
| 2    | Anabel Medina       |
| 2    | Virginia Ruano      |
| 3    | Květa Peschke       |
| 3    | Rennae Stubbs       |
| 4    | Ai Sugiyama         |
| 4    | Katarina Srebotnik  |
| 5    | Alona Bondarenko    |
| 5    | Kateryna Bondarenko |
| 6    | Chuang Chia-Jung    |
| 6    | Chan Yung-Jan       |
| 7    | Lisa Raymond        |
| 7    | Samantha Stosur     |
| 8    | Yan Zi              |
| 8    | Zheng Jie           |
| 9    | Shahar Peer         |
| 9    | Victoria Azarenka   |
| 10   | Serena Williams     |
| 10   | Venus Williams      |

## Fed Cup
| Date     | Lieu                  | Surf.        | Vainqueur                                                           | Finaliste                                                                                  | Score |         |
| 13/09/08 | Madrid, Club de Campo | Terre (ext.) | Svetlana Kuznetsova Ekaterina Makarova Elena Vesnina Vera Zvonareva | Anabel Medina Garrigues Carla Suárez Navarro Nuria Llagostera Vives Virginia Ruano Pascual | 4-0   | Tableau |

## Informations statistiques
| Joueuse             | Nombre | Titres                                |
| ------------------- | ------ | ------------------------------------- |
| Jelena Janković     | 4      | Rome, Pékin, Stuttgart, Moscou        |
| Dinara Safina       | 4      | Berlin, Los Angeles, Montréal, Tokyo  |
| Serena Williams     | 4      | Bangalore, Miami, Charleston, US Open |
| Elena Dementieva    | 3      | Dubaï, JO de Pékin, Luxembourg        |
| Ana Ivanović        | 3      | Indian Wells, Roland Garros, Linz     |
| Maria Kirilenko     | 3      | Estoril, Barcelone, Séoul             |
| Agnieszka Radwańska | 3      | Pattaya, Istanbul, Eastbourne         |
| Maria Sharapova     | 3      | Open d'Australie, Doha, Amelia Island |
| Venus Williams      | 3      | Wimbledon, Zürich, Masters            |
| Caroline Wozniacki  | 3      | Stockholm, New Haven, Japon           |
| Lindsay Davenport   | 2      | Auckland, Memphis                     |
| Sara Errani         | 2      | Palerme, Portoroz                     |
| Justine Henin       | 2      | Sydney, Anvers                        |
| Flavia Pennetta     | 2      | Viña del Mar, Acapulco                |
| Nadia Petrova       | 2      | Cincinnati, Québec                    |
| Vera Zvonareva      | 2      | Prague, Guangzhou                     |

| Joueuse             | Début de carrière | Premier tournoi |
| ------------------- | ----------------- | --------------- |
| Sara Errani         | 2002              | Palerme         |
| Kateryna Bondarenko | 2000              | Birmingham      |
| Alizé Cornet        | 2006              | Budapest        |
| Aleksandra Wozniak  | 2005              | Stanford        |
| Caroline Wozniacki  | 2005              | Stockholm       |
| Sorana Cîrstea      | 2006              | Tashkent        |

| Pays       | Nombre | Titres |
| ---------- | ------ | --- |
| Russie     | 18     | Open d'Australie, Paris, Doha, Dubaï, Amelia Island, Estoril, Prague, Berlin, Barcelone, Los Angeles, Montréal, J.O de Pékin, Cincinnati, Tokyo, Guangzhou, Séoul, Luxembourg, Québec |
| États-Unis | 9      | Auckland, Memphis, Bangalore, Miami, Charleston, Wimbledon, US Open, Zürich, Masters                                                                                                  |
| Serbie     | 7      | Indian Wells, Rome, Roland Garros, Pékin, Stuttgart, Moscou, Linz |
| Italie     | 4      | Viña del Mar, Acapulco, Palerme, Portoroz |
| Danemark   | 3      | Stockholm, New Haven, Japon |
| Pologne    | 3      | Pattaya, Istanbul, Eastbourne |
| Belgique   | 2      | Sydney, Anvers |
| Espagne    | 2      | Bogotá, Strasbourg |
| France     | 2      | Budapest, Bad Gastein |
| Argentine  | 1      | Fès |
| Canada     | 1      | Stanford |
| Chine      | 1      | Gold Coast |
| Grèce      | 1      | Hobart |
| Tchéquie   | 1      | Forest Hills |
| Roumanie   | 1      | Tashkent |
| Suisse     | 1      | Bali |
| Thaïlande  | 1      | Bois-le-Duc |
| Ukraine    | 1      | Birmingham |